# Paus Innocentius VI
Innocentius VI, geboren als Étienne Aubert (Les-Monts-de Beyssac (Frankrijk), 1282 - Avignon, 12 september 1362) was paus van 18 december 1352 tot 12 september 1362.
Hij werd in 1338 bisschop van Noyon en in 1340 bisschop van Clermont. Hij werd kardinaal in 1342. Hij was een van de pausen tijdens de Babylonische ballingschap der pausen en verbleef dus in Avignon in plaats van Rome. Zijn poging, in 1354, om via kardinaal Albornoz en Cola di Rienzo de macht in Rome terug te krijgen, liep op niets uit. Wel kwam het Verdrag van Brétigny, dat voor een negenjarige onderbreking in de Honderdjarige Oorlog zorgde, mede door zijn invloed tot stand.
Innocentius VI ligt begraven in het klooster van de kartuizers van Villeneuve-lès-Avignon.
Cursief: tegenpaus
- Biblioteca Nacional de España: XX1320988
- Bibliothèque nationale de France: cb119082459 (data)
- Catàleg d'autoritats de noms i títols de Catalunya: 981058521348906706
- CiNii: DA06078521
- Gemeinsame Normdatei: 118555669
- International Standard Name Identifier: 0000 0001 0918 5847
- Library of Congress Control Number: n85175623
- Nationale Bibliotheek van Tsjechië: xx0129687
- Nationale Bibliotheek van Israël: 987007274647005171
- Nationale Bibliotheek van Polen: a0000003389099
- Nederlandse Thesaurus van Auteursnamen: 073453242
- Istituto Centrale per il Catalogo Unico: SBLV003332
- LIBRIS: 191131
- Système universitaire de documentation: 074362283
- Union List of Artist Names: 500355738
- Virtual International Authority File: 79027709
- WorldCat: E39PBJgxkVdyFwBwxcgRRFbfMP